# Fernando Ocáriz Braña
Fernando Ocáriz Braña (París, 27 d'octubre de 1944) és un sacerdot i teòleg catòlic, nomenat Prelat de l'Opus Dei el 23 de gener de 2017, després de la defunció del segon successor de Josep Maria Escrivá de Balaguer, Javier Echevarría Rodríguez.

## Biografia
Va néixer a París, on la seva família s'havia exiliat per la guerra civil. És el més petit de vuit germans, i el seu pare era veterinari militar. Va estudiar física a la Universitat de Barcelona. Va obtenir la llicenciatura en teologia a la Universitat Lateranense el 1969 i el doctorat en teologia a la Universitat de Navarra el 1971. Va ser ordenat sacerdot aquest mateix any.
Ocáriz és autor de diversos llibres sobre filosofia i teologia, i és consultor de la Congregació de la Doctrina de la Fe des del 1986 i de dos altres organismes de la cúria romana: la Congregació per al Clergat (2003) i el Pontifici Consell per a la Promoció de la Nova Evangelització (2011) de la Cúria Pontifícia.
Des del 1986 és assessor de la Congregació per a la Doctrina de la Fe. També és membre de l'Acadèmia Pontifícia de Teologia des del 1989. El 23 d'abril de 1994 va ser nomenat vicari general de la Prelatura de l'Opus Dei i des del 9 de desembre de 2014 en fou el vicari auxiliar.
El 23 de gener de 2017, el Papa Francesc el va nomenar prelat de l'Opus Dei, després de confirmar l'elecció feta pel congrés electiu celebrat després de la defunció de l'anterior prelat, el bisbe Javier Echevarría Rodríguez, el desembre del 2016. En la votació, hi van participar 194 membres de la prelatura. Anys després, el 29 de juliol de 2022 i el 8 d'agost de 2023, després que el papa Francesc rebaixés diverses potestats que tenia l'organització ultraconservadora, Ocáriz va acceptar amb «sincera obediència filial» les degradacions estatutàries dictades pel pontífex.